# Lista râurilor din județul Cluj
Teritoriul județului Cluj aparține în întregime bazinului Someșului, Crișurilor și Arieșului. Apele curgătoare de pe teritoriul județului sunt:

## Pâraie
- Pârâul Caprei
- Pârâul Negru, Someș
- Pârâul Ponor
- Pârâul Roșu, Someș

## Râuri
- Râul Alunul Mare
- Râul Alunul Mic
- Râul Apa Caldă
- Râul Arieș
- Râul Bandău, Someșul Mic
- Râul Bandău
- Râul Barna
- Râul Bădești, Someș
- Râul Bătrâna, Someșul Cald
- Râul Beliș
- Râul Bogata, Someș
- Râul Borșa, Someșul Mic
- Râul Borșa
- Râul Călata, Crișul Repede
- Râul Călineasa, Beliș
- Râul Călineasa, Someșul Cald
- Râul Căpuș, Someșul Mic
- Râul Chidea
- Râul Chinteni
- Râul Ciurtuci
- Râul Crișul Repede
- Râul Drăgan, Crișul Repede
- Râul Fizeș, Someșul Mic
- Râul Fulgerata
- Râul Gădălin, Someșul Mic
- Râul Giurcuța
- Râul Hășdate
- Râul Iara, Arieș
- Râul Izbucul
- Râul Lonea
- Râul Lujerdiu
- Râul Monoșel
- Râul Nadăș, Someș
- Râul Ocolișel
- Râul Olpret
- Râul Olteanu
- Râul Pietroasa
- Râul Porcului
- Râul Potrii
- Răchițele
- Râul Someș
- Râul Someșul Cald
- Râul Someșul Mare
- Râul Someșul Mic
- Râul Terpeș
- Râul Valea Firii
- Râul Valea Izbucului
- Râul Valea Mărului, Someș
- Râul Valea Vijanului